# Chiesa di San Nicola di Bari (Lanciano)
La chiesa di San Nicola di Bari è un luogo di culto cattolico situato in via Garibaldi, nel quartiere Sacca di Lanciano, in provincia di Chieti. Adiacente ad essa vi è la minuscola chiesa di San Rocco.

## Storia
Sui resti dell'ormai distrutta chiesa di San Pellegrino, a causa di un incendio nel 1226, venne eretta la chiesa di San Nicola, i cui lavori terminarono secondo la tradizione nel 1242 o 1292, facendone una delle più antiche chiese del quartiere. Nel 1319 la chiesa divenne parrocchia. Al precedente luogo di culto appartiene probabilmente la statua di San Nicola. La chiesa fu ornata nello stile gotico italiano, e nel XVII secolo ci furono alcuni rimaneggiamenti barocchi che ne ampliarono la pianta originale, aggiungendo tre navate. Nel 1868 la chiesa versava in precario stato di conservazione, e fu restaurata da Filippo Sargiacomo in stile neoclassico; tale restauro però fu infelice perché coperse gli affreschi e gli stucchi impoverirono sostanzialmente tutta la struttura interna.
Nel restauro degli anni '90 fu scoperto il mirabile ciclo di affreschi delle Storie della Vera Croce presso un vano nel campanile, visibile dall'interno.

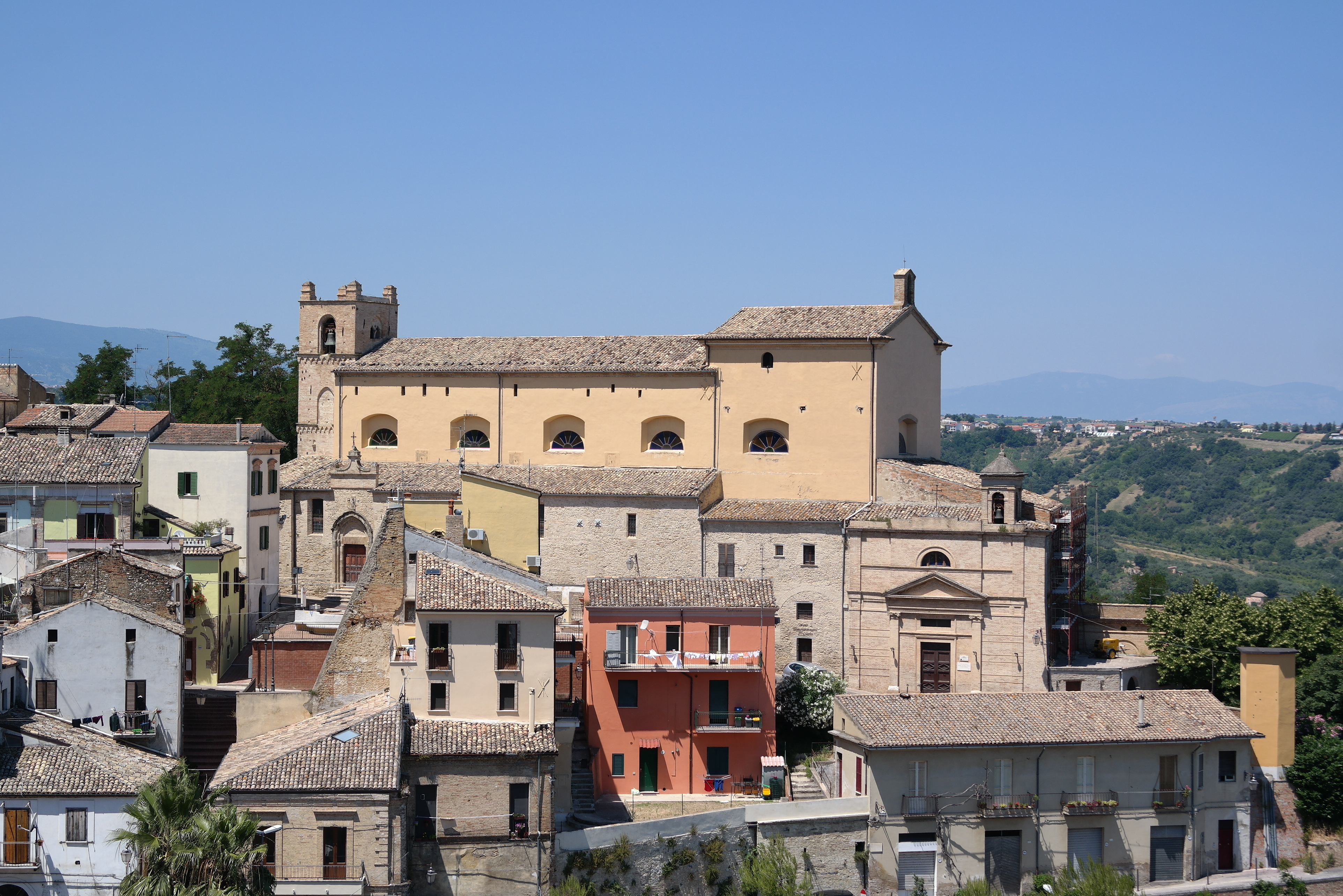
Le due chiese di San Nicola di Bari e di San Rocco

## Descrizione
La chiesa ha pianta rettangolare, con il prospetto che si affaccia su via Garibaldi. L'esterno conserva solo la parte di base in stile gotico, con il portale ogivale incorniciato da un timpano polistile sopra cui campeggia la statua di San Nicola, affiancato dallo stemma del comune di Lanciano, e lo stemma della famiglia Ricci che aveva il patronato su alcune cappelle. La parte alta della chiesa è di stampo chiaramente neoclassico. Presso l'ingresso originale, posto nel larghetto antistante il campanile, con una piccola porta con lunetta a tutto sesto, si trova il poderoso campanile quattrocentesco tardo gotico, ornato da finestre bifore, una finestra  è stata aperta completamente per inserire la campana maggiore. Anche l'ordine inferiore della torre era ornato a bifore, di cui se ne conserva solo una, essendo state le altre murate. La sommità ha quattro dentelli angolari. Accanto alla chiesa, scendendo in fondo, si trova la cappella di San Rocco.
L'interno è a tre navate, suddivisa in quattro campate regolari coperte da volta; lo stile è quello neoclassico del progetto di Filippo Sargiacomo, finanziato nel 1859 dall'arcivescovo Mons. De Vincentiis; l'altare maggiore fu completato nel 1910 per volere del parroco don Filippo De Cecco. Le navate laterali seguono in pianta la ripartizione della navata centrale, ma le coperture sono diverse: a crociera nella navata destra e a vela in quella di sinistra. Inoltre nella pianta si notano delle asimmetrie delle due navate, dato che le mura perimetrali seguono l'andamento orografico della collina; la navata sinistra è stretta dall'ingresso e si allarga verso il presbiterio, la navata destra si restringe dall'ingresso verso il presbiterio.
La copertura del presbiterio prevista a semi-cupola con lanternino sovrastante, è stata sostituita da una calotta su pennacchi sferici con decorazioni geometriche e floreali. L'altare maggiore è costituito da una nicchia ad edicola neoclassica, in cui è collocata la statua del santo Nicola che salva i bambini dall'annegamento, statue leccese, incorniciata da coppie di colonne.
Presso il presbiterio si trovano il coro dei canonici, e due quadri di Innocenzo Giammaria romano, del 1936, che mostrano due miracoli della vita di San Nicola. La struttura di sostegno della navata centrale e degli archi comunicanti con i laterali, è composto da un articolato sistema murario poggiante su un unico basamento parallelepipedo, su cui si elevano coppie di paraste corinzie della navata centrale, e del presbiterio e coppie di colonne doriche per gli archi laterali; la navata centrale è priva di nicchie e di altari.
Gli altari laterali hanno le cappelle dedicate a San Giuseppe col Bambino, al Sacro Cuore, ai Sepolcri, e il capo-altare di sinistra dedicato all'icona della Madonna col Bambino, detta popolarmente "Mamma nostra", dal culto omonimo di Bivongi. Il quadro è una copia di un originale, andato rovinato irreparabilmente per incuria. La chiesa conserva un prezioso fonte battesimale ligneo ottagonale, con dipinto il Battesimo di Cristo; un fonte coevo è conservato nel Museo diocesano di Lanciano. Le vetrate policrome istoriate che abbelliscono la chiesa sono di Michele Cianfrone lancianese, realizzate nel 1999 per volere di Mons. Enzio d'Antonio per il Giubileo del 2000

### Patrimonio del Museo parrocchiale
Il parroco don Leo Di Felice nel 2000 organizzò un museo parrocchiale nei locali sotterranei della chiesaTra le opere di maggior interesse un reliquiario a tempietto in argento dorato e smalti di Nicola De Franca, di scuola guardiese, che conserva la mandibola di San Biagio, due quadri copia di Francesco De Mura della Deposizione dalla Croce e della Pietà, un ricco corpus di paramenti sacri, calici, pissidi, corone della Madonna Immacolata, croci astili e dei frammenti della vecchia chiesa di San Pellegrino, come capitelli tardo-romanici fogliati in pietra della Maiella, e una vasca del XVI secolo con mascheroni. Il patrimonio del museo attualmente è in deposito provvisorio presso il Museo diocesano di Lanciano.

### Ciclo di affreschi dellaVera Croce

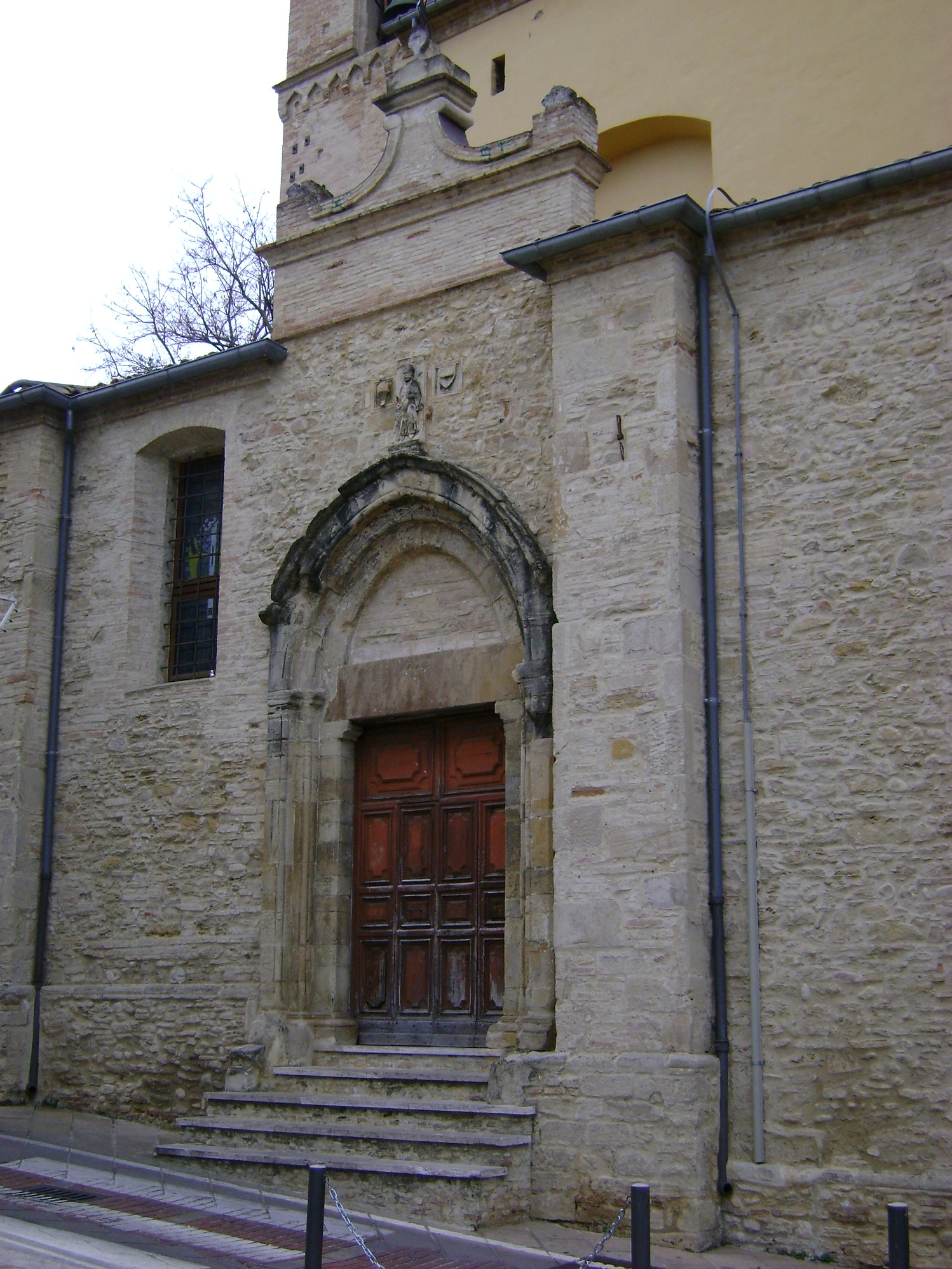
Portale

La Legenda Aurea di Jacopo da Varagine a cui si ispirò il ciclo del XIV secolo, è una raccolta di 150 vite di santi e Padri della Chiesa, e 30 di questi capitoli sono dedicate alle feste cristologiche e mariane con degli aneddoti estranei ai Vangeli. Il ciclo è stato rinvenuto dal parroco don Leo Di Felice negli anni '90, durante dei lavori di restauro nella cantoria, scoprendo un vano posto sotto il campanile, usato in antico anche come cripta di sepoltura per i morti, essendo la cappellina di Santa Croce provvista di un ampio vano sotterraneo, con tracce dei ruderi dell'antica chiesa di San Pellegrino. Gli affreschi furono restaurati dalla Soprintendenza di L'Aquila.
Ecco le scene illustrate:
- Morte di Adamo: Adamo ormai vecchio si abbandona alla morte, e dalla sua bocca cresce l'albero del peccato. Adamo prima di morire infatti chiede al figlio Seth di andare in Paradiso per ottenere da San Michele Arcangelo l'olio misericordioso come conforto per la sua dipartita. San Michele però dona un ramoscello dell'Albero della Vita che dovrà essere collocato nella sua bocca dopo morto. Seth nell'affresco ammira l'albero che cresce, in maniera molto stilizzata, come uno stelo snello e procace. Il significato teologico della vicenda si può riassumere come Adamo fu segno di rottura dell'alleanza di Dio con gli uomini; e così Cristo in futuro sarà attraverso il proprio sacrificio, il segno di una nuova alleanza divina.
- Salomone fa tagliare l'albero: viene raffigurato re Salomone che fa lavorare l'albero di Adamo, mentre sullo sfondo della scena è in costruzione un luogo sacro, sicuramente il tempio di Salomone, qui raffigurato come una chiesa cristiana. Nella storia Salomone voleva servirsi dell'albero nei cantieri, ma siccome il legno non riusciva ad essere adeguatamente modellato, il re fece gettare il tronco in un fiume. Nella scena lui è in posizione sopraelevata rispetto al gruppo di carpentieri, tuttavia con assenza totale di prospettiva e plasticità, mentre più lontano un uomo sega l'albero.
- Regina di Saba e il sacro legno: la regina di Saba adora il sacro legno, contornata da dame di corte, mentre sta andando da re Salomone per ascoltare la sua sapienza. Nella leggenda la regina ha una visione post eventum, ossia la fabbricazione della croce per uccidere Gesù, che avverrà secoli dopo il presente. La regina è raffigurata non in abiti regali, ma semplicemente come una penitente, inginocchiata in adorazione del legno. L'artista inoltre trascura la storia del trasporto del sacro legno, mentre anticipa l'erezione del tempio di Venere, mostrato come una chiesa cristiana, sul luogo di sepoltura della Croce.
- Battaglia di Ponte Milvio: nella scena sono raffigurati due momenti, la battaglia di Ponte Milvio dell'imperatore Costantino, e quella di Eraclio I di Persia dopo il trafugamento della croce nel 616 d.C.. L'artista fonde i due episodi sorvolando varie parti della Legenda Aurea, rappresentando la visione di Costantino e di sua moglie mentre si trova davanti all'esercito nemico. Costantino è in posizione orante verso il cielo, da cui appare la mano divina che lo guida verso la vittoria, con il simbolo della croce
- Il supplizio dell'ebreo - Altri affreschi: altri affreschi a frammenti mostrano due ritratti: San Simone e Santa Croce, in stile diverso da quello gotico del pittore del ciclo, poiché mostrano tratti più chiari e ricchi di particolari, quasi rinascimentali. La volta di sinistra della nicchia del campanile mostra un'interessante scena del "supplizio dell'ebreo". Elena, madre di Costantino, si reca a Gerusalemme per prendere le reliquie della croce di Cristo, ed entra in contatto con un ebreo che sa dove si trovano, ma non vuole parlare, ragion per cui è posto a tortura. L'artista sembra anteporre la tortura, concentrandosi direttamente sulla scena, anziché badare all'incontro tra lui e l'imperatrice. La scena è molto accentuata dal particolarismo della ricerca per il macabro e per l'orrido, mostrando con potenza espressiva il volto sofferente dell'ebreo. Alcuni hanno ipotizzato che l'affresco fosse stato realizzato come monito verso le popolazioni baltiche che popolavano parte dei rioni medievali di Lanciano.